# Pyrrhura molinae
Il parrocchetto guanceverdi (Pyrrhura molinae Massena e Souancé, 1854) è un uccello della famiglia degli Psittacidi.

## Descrizione
Ha taglia attorno ai 26 cm e colorazione base verde; la classica scagliatura pettorale, di colore bruno scuro e dorato chiaro, contrasta con la fronte, la corona e la nuca nere; ha guance verdi e lo scudo addominale non troppo vistoso. Le remiganti sono blu e la coda è rossiccia. È classificato in cinque sottospecie molto simili tra loro e che variano solo per una maggiore o minore diffusione della scagliatura e per una colorazione più o meno intensa del verde. Si differenziano poi per l'areale. Ha anello perioculare bianco, iride marrone, becco e zampe nere.

## Distribuzione
Ha un areale che si colloca nel centro dell'America meridionale. P. m. molinae, sottospecie nominale, ha una diffusione limitata a un areale di foresta primaria nella Bolivia orientale; P. m. phoenicura, localizzata nella parte centro-occidentale del Mato Grosso in Brasile e nel nord-est della Bolivia; P. m. sordida, distribuita nella parte sud-orientale del Mato Grosso; P. m. restricta, localizzata nelle aree di Palmaito e Chiquitos (Bolivia); P. m. australis, diffusa nel nord-ovest dell'Argentina.

## Biologia
È il tipico uccello di foresta, che predilige il fitto della vegetazione e vive sulle cime degli alberi; si muove in gruppi di una ventina di individui. È stato avvistato fino a quote attorno ai 2900 metri, ma non è escluso che salga anche oltre. Nidifica da febbraio a maggio cercando cavità negli alberi tra i 5 e i 7 metri da terra. La femmina depone normalmente 4-6 uova e l'incubazione dura circa 24 giorni. I piccoli si involano a 7-8 settimane dalla schiusa. Comune in natura, in cattività si è adattato benissimo e si riproduce con grande facilità. Più volte è stato osservato che due femmine depongono nello stesso nido e allevano insieme ai rispettivi maschi la prole ottenuta. L'elevata prolificità è dimostrata dal caso di un allevatore, Brian Boswell, che nel 1982, allevando i piccoli a mano, ha ottenuto da una sola coppia ben 32 novelli.